# Peuton
Peuton település Franciaországban, Mayenne megyében. Lakosainak száma 228 fő (2022. január 1.). Peuton Quelaines-Saint-Gault, Cosmes, Marigné-Peuton, Simplé és La Roche-Neuville községekkel határos.

## Népesség
A település népességének változása:
| Lakosok száma | 266  | 229  | 205  | 224  | 226  | 228  | 227  | 229  | 231  | 228  |
|               | 1968 | 1982 | 1990 | 2006 | 2013 | 2015 | 2017 | 2019 | 2020 | 2022 |